# Nieuwe Vlaming
Met Nieuwe Vlamingen wordt verwezen naar de diverse etnisch-culturele minderheden in Vlaanderen.
Deze term dekt in Vlaanderen ongeveer dezelfde groep als 'etnisch-culturele minderheden' en 'allochtonen'. Deze termen zijn ruimer dan immigranten omdat deze laatste term enkel slaat op de zogenaamde eerste generatie, daar waar nieuwe Vlamingen ook slaat op de afstammelingen van de immigranten. 
Sommige oudere etnisch-culturele minderheden in Vlaanderen zoals de Joden en ook de Franstaligen worden niet gerekend onder de nieuwe Vlamingen.
Het Minderhedenforum is de meest bekende organisatie van nieuwe Vlamingen. Het omvat een 15-tal Vlaamse federaties van verenigingen van etnisch-culturele minderheden, waaronder Marokkanen, Turken, Italianen, Latijns-Amerikanen, Russen en ettelijke andere. 
Sinds enkele jaren ontwikkelt de Vlaamse overheid een specifiek beleid voor nieuwe Vlamingen. De klemtoon ligt daarbij op:
- taalverwerving Nederlands (NT2);
- specifieke aandacht in onderwijs;
- bevordering van diversiteit binnen een democratische context;
- steun aan representatieve organisaties;
- specifieke tewerkstellingsmaatregelen.

## Externe referenties
- Beleidsnota inburgering 2004-2009[dode link]